# Let’s Get Back to Bed – Boy!
„Let’s Get Back to Bed – Boy!” – singel Sarah Connor z 2001 z jej debiutanckiego albumu Green Eyed Soul (2001). Utwór został napisany przez Terrance’a Quaitesa, Roba Tygera i Kaya Denara i wyprodukowany przez duet Kay Denar i Rob Tyger oraz wydany 7 maja 2001 jako pierwszy singel z krążka. Piosenka została nagrana z gościnnym udziałem amerykańskiego rapera TQ.
Singel wspiął się na szczyt notowania najpopularniejszych utworów w Polsce natomiast znalazł się w Top 10 w Niemczech, Austrii i Szwajcarii.
"Let’s Get Back to Bed – Boy!” został nominowany do nagrody ECHO Awards w kategorii „Najlepszy niemiecki singel Pop/Rock” w roku 2002. Singel zdobył status złotej płyty.

## Formaty i lista utworów singla
CD singel
1. „Let’s Get Back to Bed – Boy!” (Wersja Radio/Video)
2. „Let’s Get Back to Bed – Boy!” (Club Remix Radio 4Play)
3. „Let’s Get Back to Bed – Boy!” (Sly's Dub Remix Chill Out)
4. „Let’s Get Back to Bed – Boy!” (Club Remix Main Part)

## Pozycje na listach
| Lista przebojów (2001)           | Najwyższa pozycja |
| -------------------------------- | ----------------- |
| Austria (Media Control AG)       | 5                 |
| Belgia (Ultratop)                | 31                |
| [A] Belgia (Airplay)             | 30                |
| [A] Chorwacja (HRT Airplay)      | 8                 |
| [A] Dania (Airplay)              | 20                |
| Europe (Eurocharts Top 100)      | 15                |
| [A] Finlandia (Airplay)          | 20                |
| Holandia (Dutch 40)              | 57                |
| [A] GSA (Airplay)                | 7                 |
| [A] Łotwa (Lanet)                | 15                |
| Niemcy (Media Control AG)        | 2                 |
| [A] Niemcy (Airplay)             | 2                 |
| Norwegia (VG-lista)              | 18                |
| [A] Norwegia (Airplay)           | 30                |
| Polska (ZPAV)                    | 5                 |
| [A] Polska (Airplay)             | 17                |
| Szwajcaria (Media Control AG)    | 9                 |
| UK (The Official Charts Company) | 16                |
| Lista Przebojów (2002)           | Najwyższa pozycja |
| Francja (SNEP)                   | 50                |

| Notowania (2001)              | Najwyższa pozycja |
| ----------------------------- | ----------------- |
| Austria (Media Control AG)    | 36                |
| [A] Łotwa (Lanet)             | 124               |
| Niemcy (INFINITY)             | 20                |
| Szwajcaria (Media Control AG) | 55                |

Adnotacje
- A ^ Notowanie Airplay.